# Saint-Léger-en-Bray

Saint-Léger-en-Bray este o comună în departamentul Oise, Franța. În 1 ianuarie 2022 avea o populație de 376 de locuitori.